# Покровське золоторудне родовище
Покровське золоторудне родовище — розташоване в Росії, за 500 км від м. Благовещенська, за 14 км від залізничної станції Тигда (Транссиб) і за 100 км від Зейської ГЕС. У районі є добре розвинена мережа автомобільних доріг.

## Характеристика
Загальна площа рудного контуру 1400 х 800 м, глибина поширення зруденіння — до 240 м. Запаси затверджені в 1985 р. і складають в контурі кар'єру 55373 кг золота (при вмісті його в руді 4.4 г/т) і 91.5 т срібла. Перспективні також фланги родовища, запаси яких можуть становити 15 т золота і 30 т срібла. Прогнозні ресурси рудопроявів, які розташовані поблизу, оцінюються в 30-100 т золота. У другій половині 1999 р. отримані перші 197 кг золота. Застосовується метод купчастого вилуговування за оригінальною схемою. У 2000 р кількість видобутого золота — понад 2 т, в 2001 р — 2.5 т. У 2002 р рудник виходить на проектну потужність 730 тис. т руди і понад 3 т золота на рік.

## Технологія розробки
Розробка ведеться відкритим способом.